# 刻板性运动障碍
刻板性运动障碍（英語：stereotyped movement disorder），又称“刻板运动障碍”，是在早期发育阶段以重复出现的非功能性运动行为为特征的一种神经发育障碍。该病发病的主要表现为重复性无目的动作，包括反复挥手、撞头、咬自己等。需要指出的是，诊断刻板性运动障碍时应当考虑刻板运动是否由某种物质或药物的直接生理作用所引起。同时，诊断该疾病时，刻板运动也不能是因为自闭症、强迫症等疾患所引起。
刻板性运动障碍的成因尚不明确，可能同药物滥用、头部受损等因素有关。

## 诊断与治疗

### 诊断
DSM-5中将刻板性运动障碍归类到神经发育障碍中的运动障碍类别中。DSM-5认为，诊断刻板性运动障碍，应当依据以下条件：
- 是否存在自伤行为；
- 是否干扰正常生活；
- 是否存在重复的、看似被驱使的，显然漫无目的的运动行为；
- 并非由其他疾患引起；
- 评估严重程度。

同时，ICD-11中指出，如果不存在自伤行为或不会对正常的日常活动造成严重干扰，就不属于刻板性运动障碍。对于存在自伤行为或对正常的日常活动造成干扰的病例，应当评估其影响的程度。同时，在做出诊断前应当排除因其他疾病引起刻板运动的可能性。

### 治疗
对于非因自闭症等其他疾患引起的病例，患者可尝试习惯逆转训练等行为干预疗法。